# Djurgårdsmässan (1959)
Djurgårdsmässan är en svensk dokumentärfilm i kortfilmsformat från 1959. Filmen var ett slags reklamfilm för Skådespelarnas Djurgårdsmässa 1959 och innehöll även en tillbakablick till 1934 års mässa. Medverkade som skådespelare gjorde Nils Poppe, Edvard Persson, Per-Axel Branner, Ingrid Bergman, Edvin Adolphson, Annalisa Ericson, Olof Winnerstrand, Frida Winnerstrand och Elof Ahrle.

### Fotnoter
1. ↑  ”Djurgårdsmässan”. Svensk Filmdatabas. http://www.sfi.se/sv/svensk-filmdatabas/Item/?itemid=13021&type=MOVIE&iv=Basic&ref=/templates/SwedishFilmSearchResult.aspx?id%3d1225%26epslanguage%3dsv%26searchword%3ddjurg%C3%A5rdsm%C3%A4ssan%26type%3dMovieTitle%26match%3dBegin%26page%3d1%26prom%3dFalse. Läst 8 mars 2013.